# John Densmore
John Paul Densmore (Los Angeles, 1 de dezembro de 1944) é um músico americano. Ele é mais conhecido como baterista da banda de rock The Doors, e como tal é membro do Rock and Roll Hall of Fame. Ele apareceu em todas as gravações feitas pela banda, com bateria inspirada tanto no jazz e na world music quanto no rock and roll. As muitas honras que ele compartilha com os outros Doors incluem um Grammy pelo conjunto de sua obra e uma estrela na Calçada da Fama de Hollywood.
Densmore também é conhecido por seu veto às tentativas dos outros dois membros do Doors, após a morte do cantor Jim Morrison em 1971, de aceitar ofertas para licenciar os direitos de várias músicas do Doors para fins comerciais, bem como suas objeções à sua uso no século XXI do nome e logotipo do Doors. As longas batalhas judiciais de Densmore para obter cumprimento de seu veto, com base em um contrato da década de 1960 que exigia unanimidade entre os membros do Doors para usar o nome ou a música da banda, terminaram com uma vitória total para ele e seus aliados na propriedade de Morrison.
Densmore trabalhou adicionalmente nas artes cênicas como dançarino e ator, e escreveu, com sucesso, dois livros sobre a banda The Doors e um terceiro livro, The Seekers (2020), sobre uma seleção de notáveis pessoas com quem trabalhou e encontrou.

## Biografia

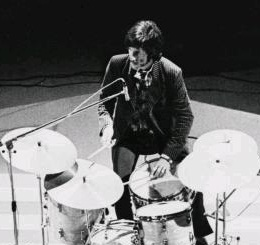
Densmore em um concerto ao vivo com o The Doors em Copenhague, Dinamarca em 1968

Densmore nasceu em Los Angeles em 1 de dezembro de 1944, em uma família católica, filho de Margaret Mary (nascida Walsh) e Ray Blaisdell Densmore. Ele cresceu tocando piano e mais tarde aprendeu bateria/percussão na banda marcial de sua escola. Ele também tocou tímpanos na orquestra. Densmore frequentou o Santa Monica City College e a California State University, Northridge; neste último estudou música étnica com o violoncelista de jazz Fred Katz.
As influências de bateria de Densmore incluíram figuras do hard jazz Elvin Jones (baterista de John Coltrane), a quem ele chamava de seu ídolo, e Art Blakey.

## The Doors

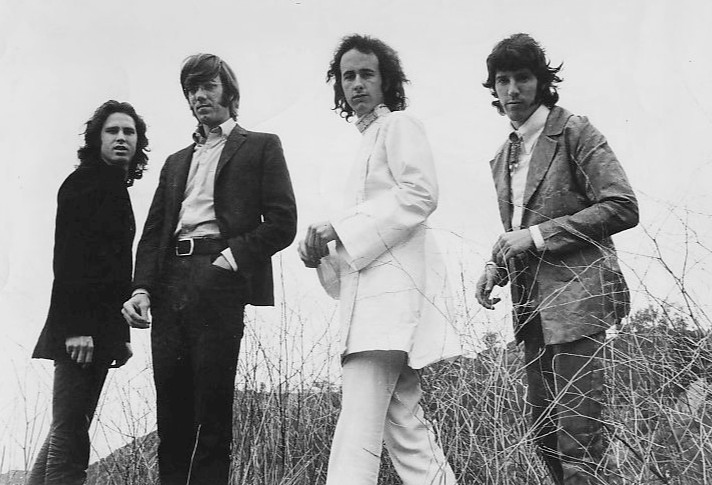
Densmore (à direita) em uma foto publicitária de 1969 do Doors

Em meados da década de 1960, Densmore juntou-se ao guitarrista Robby Krieger em uma banda chamada Psychedelic Rangers; logo depois disso ele começou os ensaios com o tecladista Ray Manzarek, os dois irmãos de Manzarek e Jim Morrison no grupo Rick & the Ravens. Com a saída dos irmãos da banda, Densmore recomendou que Krieger se juntasse a eles, formando assim o Doors em 1965. Ray Manzarek insistiu em sua seleção em particular.

Em 2010, a revista Modern Drummer referiu-se ao seu trabalho com pratos de condução como um dos mais distintos do rock clássico e observou: "Trabalhar sem um contrabaixo regular ... Densmore favorecia um estilo enxuto, nítido e claro em explorações rítmicas alegres que, como as canções da banda, reuniam ideias de blues, pop, jazz, música clássica e música latina, oriental e africana. Há muitas razões para amar esse baterista astuto, inventivo e muitas vezes subestimado." Junto com Krieger, Densmore estudou com o sitarista indiano Ravi Shankar na Kinnara School of Music deste último, em Los Angeles.

"John – um baterista brilhante, “The End” provou isso, em meu livro; essa é uma das melhores batidas de bateria que já ouvi na minha vida; independentemente do fato de eu estar envolvido neste álbum, é uma bateria incrivelmente criativa – tem um instinto para quando. Durante uma parte muito tranquila, ele simplesmente chega com três batidas de bateria que são tão altas quanto você consegue tocar uma bateria, e eles estão certos, estão absolutamente certos! Agora, você não pode planejar essas coisas."

- Produtor do The Doors Paul Rothchild, em uma entrevista de março de 1967 publicada na Crawdaddy.
O quarteto, após dois anos de trabalho, tornou-se atração principal em 1967, e lançou seis álbuns de estúdio e vários álbuns ao vivo, vendendo mais de 100 milhões de unidades.
De acordo com a autobiografia de Densmore, ele saiu da banda em uma ocasião em reação ao comportamento cada vez mais autodestrutivo de Morrison, embora Densmore tenha retornado no dia seguinte. Densmore sugeriu repetidamente que a banda parasse de fazer turnê, mas Krieger e Manzarek resistiram a essa ideia. Após a apresentação desastrosa dos Doors com Morrison em Nova Orleans em 12 de dezembro de 1970, a banda concordou em parar de se apresentar ao vivo, e o show foi a última aparição pública dos Doors como um quarteto.
Quando Morrison morreu em 1971, o trio sobrevivente gravou mais dois álbuns de canções e um pano de fundo instrumental para a poesia gravada do falecido cantor. Densmore permaneceu como membro até a dissolução da banda em 1973.

## Carreira posterior
Densmore formou um grupo musical com o ex-membro do Doors, Krieger, em 1973, chamado Butts Band. O grupo lançou dois álbuns com duas formações diferentes e se separou em 1975. Densmore deixou o rock and roll na década de 1980, mudando-se para o mundo da dança enquanto se apresentava com Bess Snyder and Co., em turnê pelos Estados Unidos por dois anos.
Em 1984, no La Mama Theatre, em Nova York, ele fez sua estreia como ator nos palcos em Skins, uma peça de um ato que ele havia escrito. Em 1985, ganhou o L.A. Weekly Theatre Award de música com Matusalém, dirigido por Tim Robbins. A peça Rounds, que ele coproduziu, ganhou o prêmio NAACP de teatro em 1987. Em 1988, ele desempenhou um papel importante em Band Dreams e Bebop no Gene Dynarski Theatre. Ele desenvolveu e executou uma peça solo do conto de Donald Barthelme, The King of Jazz, no Wallenboyd Theatre em 1989. Com Adam Ant, co-produziu Be Bop A Lula no Theatre Theatre em 1992. Ele atuou em vários programas de TV, principalmente como ele mesmo no programa Square Pegs, trabalhando como baterista da banda Open 24 Hours de Johnny Slash, e em um episódio de Beverly Hills 90210 em 1992, na Série 2, Episódio 23, onde ele interpreta Ben, patrocinador de Dylan.
Ele também produziu e co-compôs a trilha sonora do longa-metragem Window of Opportunity, uma comédia de humor negro sobre a ganância corporativa escrita e dirigida por Samuel Warren Joseph. Seus outros créditos cinematográficos incluem Get Crazy, com Malcolm McDowell, Dudes, dirigido por Penelope Spheeris, e The Doors, dirigido por Oliver Stone. No filme Stone, ele apareceu como engenheiro de gravação nas sessões solo de Morrison, que eventualmente se tornariam An American Prayer, enquanto sua versão mais jovem foi interpretada pelo ator Kevin Dillon, que também trabalhou com Stone em Platoon (1986).
Densmore escreveu sua autobiografia best-seller, Riders on the Storm (1990), sobre sua vida e o tempo que passou com Morrison and the Doors. No primeiro capítulo, Densmore descreve o dia solene em que ele e a banda finalmente visitaram o túmulo de Morrison cerca de três anos após a morte de Morrison.
Outros livros de Densmore incluem The Seekers (2020), no qual ele discute pessoas notáveis em sua vida que causaram um grande impacto sobre ele e outras pessoas.
Densmore aparece ao lado de Krieger e Manzarek em RE:GENERATION de 2012, um documentário dirigido por Amir Bar-Lev. Apresenta Densmore colaborando em uma nova música com Skrillex intitulada "Breakn' A Sweat".

### Processos judiciais
Densmore, Manzarek e Krieger, após a morte de Jim Morrison, permitiram que "Riders on the Storm" fosse usado para vender pneus Pirelli, mas apenas no Reino Unido. Densmore afirmou mais tarde que "ouviu a voz de Jim" em seus ouvidos e acabou doando sua parte do dinheiro ganho para instituições de caridade. Em 2003, Densmore vetou uma oferta da Cadillac de US$ 15 milhões por "Break On Through (To the Other Side)", citando a oposição histórica e veemente de Morrison ao licenciamento da música dos Doors, notavelmente seu single mais vendido "Light My Fire" para um comercial de televisão da Buick, bem como Densmore fortes opiniões negativas sobre o licenciamento comercial de músicas e gravações do Doors. Densmore também se opôs à turnê de Manzarek e Krieger usando o nome "Doors of the 21st Century".
Num processo judicial subsequente, no qual Densmore se juntou ao espólio de Morrison, os advogados adversários tentaram retratar Densmore como antiamericano, comunista e ecoterrorista. Músicos notáveis que testemunharam em apoio a Densmore incluíram Bonnie Raitt, Randy Newman, Neil Young, Tom Petty, Eddie Vedder e Tom Waits. O ex-baterista do The Police, Stewart Copeland, que tocou com Krieger e Manzarek em 2002 e 2003, também testemunhou em nome de Densmore e do espólio de Morrison.
Em 2013, Densmore lançou The Doors Unhinged, um livro que cobre sua longa, mas vitoriosa batalha legal com Krieger e Manzarek sobre o uso do nome e logotipo dos Doors em sua turnê e o veto de Densmore à oferta comercial do Cadillac. Manzarek e Densmore se reconciliaram pouco antes da morte de Manzarek em 2013. Densmore e Krieger ocasionalmente apareceram juntos no palco novamente.

## Honras
Como membro do The Doors, ele foi incluído no Rock and Roll Hall of Fame em 1993. Junto com sua introdução no Hall da Fama do Rock and Roll em 1993, Densmore, como membro do The Doors, foi reconhecido em 2007 com uma estrela na Calçada da Fama de Hollywood. Também em 2007, Densmore e seus companheiros de banda receberam um Grammy pelo conjunto de sua obra. A página do Rock and Roll Hall of Fame no Doors observa que "Como baterista, Densmore tinha um talento criativo e dinâmico que se prestava à música surreal e caleidoscópica do The Doors."
Ele e o The Doors foram saudados duas vezes pela cidade de Los Angeles, que em 2017 emitiu uma proclamação em uma reunião pública em Venice Beach observando o dia 4 de janeiro como o "Dia do The Doors" em homenagem ao 50º aniversário da auto-criação do grupo. lançamento do álbum intitulado naquela data em 1967. No evento, o vereador de Los Angeles, Mike Bonin, apresentou Densmore e Krieger, que acenderam cerimonialmente um logotipo do Doors abaixo das famosas letras “Venice”. Um ano depois, em 4 de janeiro de 2018, Densmore aceitou uma segunda proclamação do membro do Conselho de Los Angeles, Paul Koretz, no cruzamento da Densmore Avenue com a Morrison Street em Encino, Los Angeles, no Vale de San Fernando, na qual foram reveladas placas de rua honorárias.

## Vida pessoal
Densmore se casou quatro vezes. Ele se casou com sua primeira esposa, Julia Brose, em 1970, com Robby e Lynn Krieger como padrinho e dama de honra. Eles se separaram em 1972. Alguns anos após o divórcio, ele se casou com Debbie Fife, mas eles se divorciaram alguns anos depois. Ele então se casou com a atriz Leslie Neale em 1990 e eles tiveram uma filha juntos. Posteriormente, eles se separaram em 2006 devido a diferenças irreconciliáveis e se divorciaram. Desde 2012 ele mantém um relacionamento com Ildiko Von Somogyi, com quem se casou em 2020.